# Distrito electoral de Russell (condado de Cherry, Nebraska)
Russell (en inglés: Russell Precinct) es un distrito electoral ubicado en el condado de Cherry en el estado estadounidense de Nebraska. En el Censo de 2010 tenía una población de 47 habitantes y una densidad poblacional de 0,08 personas por km².

## Geografía
Russell se encuentra ubicado en las coordenadas 42°31′28″N 101°53′41″O / 42.52444, -101.89472. Según la Oficina del Censo de los Estados Unidos, Russell tiene una superficie total de 565.57 km², de la cual 563.28 km² corresponden a tierra firme y (0.41%) 2.29 km² es agua.

## Demografía
Según el censo de 2010, había 47 personas residiendo en Russell. La densidad de población era de 0,08 hab./km². De los 47 habitantes, Russell estaba compuesto por el 100% blancos, el 0% eran afroamericanos, el 0% eran amerindios, el 0% eran asiáticos, el 0% eran isleños del Pacífico, el 0% eran de otras razas y el 0% pertenecían a dos o más razas. Del total de la población el 0% eran hispanos o latinos de cualquier raza.